# خوان دياز (لاعب تايكوندو)
خوان دياز (بالإسبانية: Juan Díaz) هو لاعب تايكوندو فنزويلي، ولد في 2 يونيو 1981.

## وصلات خارجية
- خوان دياز على موقع TaekwondoData.com (الإنجليزية)
- خوان دياز على موقع أوليمبيديا (الإنجليزية)